# Classificació general al Giro d'Itàlia
La classificació general al Giro d'Itàlia és la classificació del Giro d'Itàlia que recompensa el corredor que ha gastat menys temps per fer totes les etapes de la cursa, tenint en compte també els segons de les bonificacions obtingudes a les arribades de les etapes i als esprints intermedis.
En un principi la classificació general es calculava per punts, i no va ser fins a l'edició de 1914 que es va fer basant-se amb el temps.
Des de l'edició de 1931 el líder d'aquesta classificació es distingeix amb el mallot rosa (maglia rosa). El color fou escollit per ser el mateix que empra el diari esportiu La Gazzetta dello Sport per a les seves pàgines. Learco Guerra fou el primer a portar aquest mallot,
De 1967 a 1969, el líder de la classificació per punts portà un mallot vermell, però a partir de 1970 el color distintiu del mallot fou el malva, sent anomenat mallot ciclamino. A partir del 2010 es recuperà el color vermell i se l'anomenà maglia rosso passione.

## Palmarès
| Any  | Ciclista            | Equip                   | Punts/Temps | Altres mallots                                        |
| ---- | ------------------- | ----------------------- | ----------- | ----------------------------------------------------- |
| 1909 | Luigi Ganna         | Atala                   | 25          | -                                                     |
| 1910 | Carlo Galetti       | Atala                   | 28          | -                                                     |
| 1911 | Carlo Galetti       | Bianchi                 | 50          | -                                                     |
| 1912 | Atala               | Atala                   | 33          | -                                                     |
| 1913 | Carlo Oriani        | Maino                   | 37          | -                                                     |
| 1914 | Alfonso Calzolari   | Stucchi                 | 135h17'56"  | -                                                     |
| 1919 | Costante Girardengo | Stucchi                 | 112h51'29"  | -                                                     |
| 1920 | Gaetano Belloni     | Bianchi                 | 102h44'33"  | -                                                     |
| 1921 | Giovanni Brunero    | Legnano                 | 120h24'39"  | -                                                     |
| 1922 | Giovanni Brunero    | Legnano                 | 119h43'00"  | -                                                     |
| 1923 | Costante Girardengo | Maino                   | 122h28'17"  | -                                                     |
| 1924 | Giuseppe Enrici     | Individual              | 143h43'37"  | -                                                     |
| 1925 | Alfredo Binda       | Legnano                 | 137h31'13"  | -                                                     |
| 1926 | Giovanni Brunero    | Legnano                 | 137h55'59"  | -                                                     |
| 1927 | Alfredo Binda       | Legnano                 | 144h15'35"  | -                                                     |
| 1928 | Alfredo Binda       | Legnano                 | 114h15'19"  | -                                                     |
| 1929 | Alfredo Binda       | Legnano                 | 107h18'24"  | -                                                     |
| 1930 | Luigi Marchisio     | Legnano                 | 115h11'55"  | -                                                     |
| 1931 | Francesco Camusso   | Gloria-Hutchinson       | 102h40'46"  | -                                                     |
| 1932 | Antonio Pesenti     | Wolsit-Hutchinson       | 105h42'41"  | -                                                     |
| 1933 | Alfredo Binda       | Legnano                 | 111h01'52"  | -                                                     |
| 1934 | Learco Guerra       | Maino                   | 121h17'17"  | -                                                     |
| 1935 | Vasco Bergamaschi   | Maino                   | 113h22'46"  | -                                                     |
| 1936 | Gino Bartali        | Legnano                 | 120h12'30"  | -                                                     |
| 1937 | Gino Bartali        | Legnano                 | 112h25'40"  | -                                                     |
| 1938 | Giovanni Valetti    | Fréjus                  | 112h49'28"  | -                                                     |
| 1939 | Giovanni Valetti    | Fréjus                  | 88h02'00"   | -                                                     |
| 1940 | Fausto Coppi        | Legnano                 | 107h31'10"  | -                                                     |
| 1946 | Gino Bartali        | Legnano                 | 65h32'20"   | -                                                     |
| 1947 | Fausto Coppi        | Bianchi                 | 115h55'07"  | -                                                     |
| 1948 | Fiorenzo Magni      | Wilier                  | 124h51'52"  | -                                                     |
| 1949 | Fausto Coppi        | Bianchi                 | 125h25'50"  | Gran Premi de la muntanya                             |
| 1950 | Hugo Koblet         | Guerra                  | 117h28'03"  | Gran Premi de la muntanya                             |
| 1951 | Fiorenzo Magni      | Ganna                   | 121h11'37"  | -                                                     |
| 1952 | Fausto Coppi        | Bianchi                 | 114h36'43"  | -                                                     |
| 1953 | Fausto Coppi        | Bianchi                 | 118h37'26"  | -                                                     |
| 1954 | Carlo Clerici       | Guerra                  | 129h13'07"  | -                                                     |
| 1955 | Fiorenzo Magni      | Nivea                   | 108h56'12"  |                                                       |
| 1956 | Charly Gaul         | Faema-Guerra            | 101h39'46"  | Trofeu Dolomites                                      |
| 1957 | Gastone Nencini     | Chlorodont              | 104h45'06"  | -                                                     |
| 1958 | Ercole Baldini      | Legnano                 | 92h09'30"   | -                                                     |
| 1959 | Charly Gaul         | Emi                     | 101h50'26"  | Gran Premi de la muntanya                             |
| 1960 | Jacques Anquetil    | Fynsec-Helyett          | 94h03'54"   | -                                                     |
| 1961 | Arnaldo Pambianco   | Fides                   | 111h25'28"  | -                                                     |
| 1962 | Franco Balmamion    | Carpano                 | 123h07'03"  | -                                                     |
| 1963 | Franco Balmamion    | Carpano                 | 116h50'16"  | -                                                     |
| 1964 | Jacques Anquetil    | Saint-Raphaël           | 115h10'27"  | -                                                     |
| 1965 | Vittorio Adorni     | Salvarani               | 121h08'18"  | -                                                     |
| 1966 | Gianni Motta        | Molteni                 | 111h10'48"  | Classificació per punts                               |
| 1967 | Felice Gimondi      | Salvarani               | 101h05'34"  | -                                                     |
| 1968 | Eddy Merckx         | Faema                   | 108h42'27"  | Classificació per punts Gran Premi de la muntanya     |
| 1969 | Felice Gimondi      | Salvarani               | 106h47'03"  | Classificació de la combinada                         |
| 1970 | Eddy Merckx         | Faemino-Faema           | 90h08'47"   | -                                                     |
| 1971 | Gösta Pettersson    | Ferretti                | 97h24'03"   | -                                                     |
| 1972 | Eddy Merckx         | Molteni                 | 103h04'04"  | Classificació de la combinada                         |
| 1973 | Eddy Merckx         | Molteni                 | 106h54'41"  | Classificació per punts Classificació de la combinada |
| 1974 | Eddy Merckx         | Molteni                 | 113h08'13"  | -                                                     |
| 1975 | Fausto Bertoglio    | Jollyceramica           | 111h31'24"  | -                                                     |
| 1976 | Felice Gimondi      | Bianchi                 | 119h58'15"  | -                                                     |
| 1977 | Michel Pollentier   | Flandria                | 107h27'16"  | -                                                     |
| 1978 | Johan De Muynck     | Bianchi                 | 101h31'22"  |                                                       |
| 1979 | Giuseppe Saronni    | Scic                    | 89h29'18"   | Classificació per punts                               |
| 1980 | Bernard Hinault     | Renault                 | 112h08'20"  | Classificació de la combinada                         |
| 1981 | Giovanni Battaglin  | Inoxpran                | 104h51'36"  | -                                                     |
| 1982 | Bernard Hinault     | Renault                 | 110h07'55"  | -                                                     |
| 1983 | Giuseppe Saronni    | Del Tongo               | 100h45'30"  | Classificació per punts                               |
| 1984 | Francesco Moser     | Gis Gelati              | 98h32'20"   | -                                                     |
| 1985 | Bernard Hinault     | La Vie Claire           | 105h46'51"  | -                                                     |
| 1986 | Roberto Visentini   | Carrera                 | 102h33'55"  | -                                                     |
| 1987 | Stephen Roche       | Carrera                 | 105h39'42"  | -                                                     |
| 1988 | Andrew Hampsten     | 7-Eleven                | 97h18'56"   | Gran Premi de la muntanya                             |
| 1989 | Laurent Fignon      | Super U                 | 93h30'16"   | -                                                     |
| 1990 | Gianni Bugno        | Chateau d'Ax            | 91h51'08"   | Classificació per punts                               |
| 1991 | Franco Chioccioli   | Del Tongo               | 99h35'43"   | -                                                     |
| 1992 | Miguel Indurain     | Banesto                 | 103h36'08"  | Classificació Intergiro                               |
| 1993 | Miguel Indurain     | Banesto                 | 98h09'44"   | -                                                     |
| 1994 | Evgenij Berzin      | Gewiss-Ballan           | 100h41'21"  | Classificació dels joves                              |
| 1995 | Tony Rominger       | Mapei-CLAS              | 97h39'50"   | Classificació per punts Classificació Intergiro       |
| 1996 | Pavel Tonkov        | Panaria-Vinavil         | 105h20'23"  | -                                                     |
| 1997 | Ivan Gotti          | Saeco                   | 102h53'58"  | -                                                     |
| 1998 | Marco Pantani       | Mercatone Uno           | 98h48'32"   | Gran Premi de la muntanya                             |
| 1999 | Ivan Gotti          | Polti                   | 99h55'56"   | -                                                     |
| 2000 | Stefano Garzelli    | Mercatone Uno           | 98h30'14"   | -                                                     |
| 2001 | Gilberto Simoni     | Lampre                  | 89h02'58"   | Classificació de la combinada                         |
| 2002 | Paolo Savoldelli    | Index-Alexia Alluminio  | 89h22'42"   | -                                                     |
| 2003 | Gilberto Simoni     | Lampre                  | 89h30'09"   | Classificació per punts                               |
| 2004 | Damiano Cunego      | Saeco                   | 88h40'43"   | -                                                     |
| 2005 | Paolo Savoldelli    | Discovery Channel       | 91h25'51"   | -                                                     |
| 2006 | Ivan Basso          | CSC                     | 91h33'36"   |                                                       |
| 2007 | Danilo Di Luca      | Liquigas                | 92h59'39"   | -                                                     |
| 2008 | Alberto Contador    | Astana                  | 89h56'49"   | -                                                     |
| 2009 | Denis Men'šov       | Rabobank                | 86h03'11"   | -                                                     |
| 2010 | Ivan Basso          | Liquigas-Doimo          | 87h44'01"   | -                                                     |
| 2011 | Michele Scarponi ·  | Lampre-ISD              | 84h11'24"   | Classificació per punts                               |
| 2012 | Ryder Hesjedal      | Team Garmin-Barracuda   | 91h39'02"   | -                                                     |
| 2013 | Vincenzo Nibali     | Team Astana             | 84h53'28"   | -                                                     |
| 2014 | Nairo Quintana      | Movistar Team           | 88h14'32"   | Classificació dels joves                              |
| 2015 | Alberto Contador    | Tinkoff-Saxo            | 88h22'25"   | -                                                     |
| 2016 | Vincenzo Nibali     | Team Astana             | 86h32'49"   | -                                                     |
| 2017 | Tom Dumoulin        | Team Sunweb             | 90h34'54"   | -                                                     |
| 2018 | Christopher Froome  | Team Sky                | 89h02'39"   | Gran Premi de la muntanya                             |
| 2019 | Richard Carapaz     | Team Movistar           | 90h 01'47"  | -                                                     |
| 2020 | Tao Geoghegan Hart  | Ineos Grenadiers        | 85h 40' 21" | Classificació dels joves                              |
| 2021 | Egan Bernal         | Ineos Grenadiers        | 86h 17' 28" | Classificació dels joves                              |
| 2022 | Jai Hindley         | Bora-Hansgrohe          | 86h 31' 14" | -                                                     |
| 2023 | Primož Roglič       | Team Jumbo-Visma        | 85h 29' 02" | -                                                     |
| 2024 | Tadej Pogačar       | UAE Team Emirates       | 79h 14' 03" | Gran Premi de la muntanya                             |
| 2025 | Simon Yates         | Team Visma-Lease a Bike | 82h 31' 01" | -                                                     |